# Jülicher Notklippe

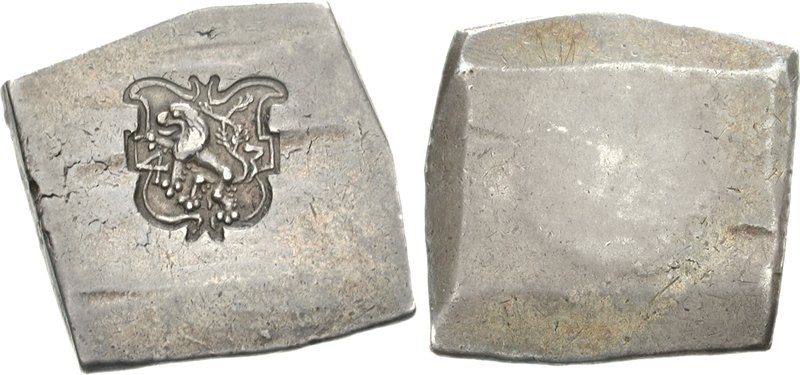
Kriegsklippe aus Silber (Vor- und Rückseite), ausgegeben bei der Besetzung von Jülich 1543

Die Jülicher Notklippen waren Notmünzen der Stadt Jülich in der Form von Klippen aus Silber, teils auch Gold. Sie wurden unabhängig voneinander in den Jahren 1543, 1610 und 1621 bei Besetzungen der Stadt oder vorangegangenen Belagerungen ausgegeben. Diese standen in Zusammenhang mit der erheblichen strategischen Bedeutung des Herzogtums Jülich aufgrund seiner Lage im Rheinland, nordwestlich von Köln, nahe den Niederlanden.
Bei den Notklippen von 1543 handelte es sich um Kriegsmünzen, angefertigt infolge einer kampflosen Besetzung der Stadt, jedoch ohne unmittelbaren Zusammenhang mit dieser, um den Truppen der Verteidiger ihren Sold ausbezahlen zu können. Die Klippen von 1610 und 1621 waren Belagerungsmünzen, ausgegeben vom jeweiligen Kommandanten der Festung Jülich, welche infolge der Besetzung 1543 zum besseren Schutz der Stadt im Jahre 1547 errichtet worden war.

## Besetzung von 1543
Nach dem Tod von Karl von Egmond, Herzog von Geldern, am 30. Juni 1538 erbte sein nächster Verwandter, der Protestant Wilhelm V. von Jülich-Kleve-Berg, die geldernschen Lande. Dies wurde vom katholischen Kaiser Karl V. angefochten, der bereits die Kontrolle über das benachbarte Herzogtum Brabant hatte und jetzt auch Geldern für sich beanspruchte. Nachdem Karl V. 1541 auf dem Regensburger Reichstag Recht bekommen hatte, besetzte er mit seinen Truppen Düren, Jülich und Roermond. Da Wilhelm V. die erhoffte Unterstützung durch Frankreich oder den Schmalkaldischen Bund nicht erhielt, war er zum Friedensschluss mit Karl V. gezwungen.
Erst 1543, im Jahr nach der kampflosen Übergabe von Jülich an die kaiserlichen Truppen, wurden die rechteckigen, fast quadratischen Münzen angefertigt. Sie tragen lediglich den Abschlag eines Wappens, ohne Wertangabe oder sonstigen Text. Die deutlichen Bearbeitungsspuren an den Kanten der meisten Stücke zeigen, dass das Silber zu einer Platte gegossen und zerschnitten worden ist.

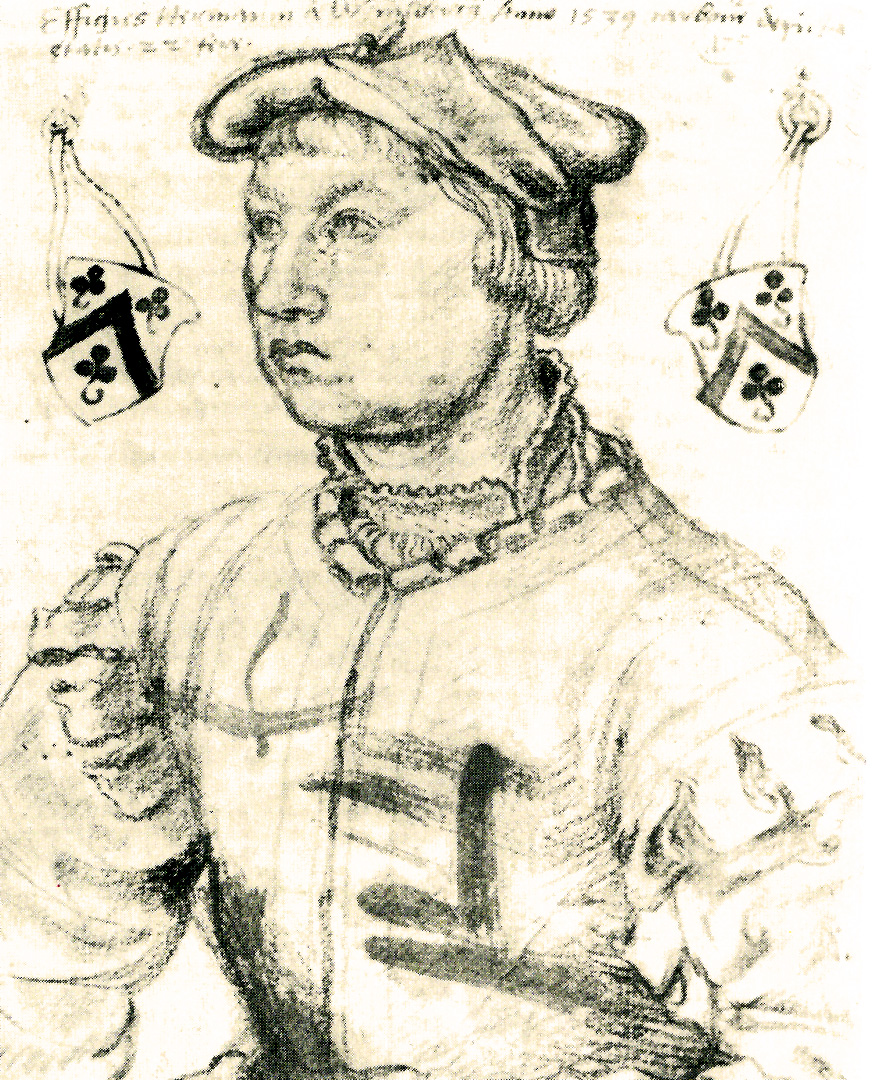
Der 21-jährige Hermann von Weinsberg (Zeichnung von 1539)

Über die Herstellung der Jülicher Kriegsklippen von 1543 gibt es einen zeitgenössischen Bericht. Der Kölner Advokat und Ratsherr Hermann von Weinsberg führte im 16. Jahrhundert über Jahrzehnte hinweg sein Haus- und Gedenkbuch, heute das „Buch Weinsberg“ genannt, in dem er historische und alltägliche Begebenheiten niederschrieb. 1543 war Weinsberg ein 25-jähriger Student in Köln, und er wurde in diesem Jahr erstmals in den Rat der Stadt Köln gewählt. Zu den Jülicher Klippen schrieb er:

„Als auch der herzoch van Gulich geltz halben grois mangel hatte und nit wal uffbracht mogt werden, die kreichsleut wolten auch bezalt sin, drank die noit den fursten dahin, das er durch alle sine landen kirchenkleinater, golt und silber leis samen tragen, versmelzen, leis veirkantige daler daruis sclain, stunt allein der Gulichs leif daruff und man nant sei klippenpennink, und wart das kreichsfolk damit verzolt. Darnach macht man in den kirchen messige und zinnen monstranzn und kilchen.“

„Als auch der Herzog von Jülich großen Geldmangel litt und [das Geld] nicht aufgebracht werden konnte, die Kriegsleute [aber] auch bezahlt werden wollten, trieb die Not den Fürsten dazu, dass er in seinem ganzen Land Kirchenkleinodien, Gold und Silber zusammentragen, einschmelzen und viereckige Taler daraus schlagen ließ, auf denen nur der Jülicher Löwe stand; und man nannte sie Klippenpfennige und das Kriegsvolk wurde damit besoldet. Danach ließ man in den Kirchen Monstranzen und Kelche aus Messing und Zinn anfertigen.“

Aus Weinsbergs Angaben geht hervor, dass der Nennwert der Münzen einen Taler betrug und dass für ihre Herstellung Gold und Silber aus den Kirchen zusammengetragen wurde. Über die Frage, ob die Kirchen einen freiwilligen oder unfreiwilligen Beitrag zu den Kriegskosten leisten mussten, geben erst die überlieferten Akten des Vereinigten Herzogtümer Jülich-Kleve-Berg Aufschluss. Sie offenbaren weitere Einzelheiten zur Geschichte der Jülicher Notklippen von 1543. In seinem „Ausschussabschied von Jülich“ vom 1. Juni 1543 verfügt Herzog Wilhelm V. folgendes:

„[…] 4. Nachdem die hohe notturft in der ile zu underhaltung ruiter und knecht und verdedigung lant und leute ein staetliche barschaft erfordert, ist für gut angesehen und bewilligt, damit lant und leut erret und erhalden werden, das benante verordente aller kirchen, cloister und collegien monstrantien, kelchen, cleinot, das silber und golt ist, zu sich fordern von allen, die es in bewarung haben, bei iren eiden, pflichten und straf, doch in massen als folgt. Erstlich sal einer jederer kirch ein kelch gelassen werden, und sonst alles uberigs sol in beisein der kirchenobersten mit gewicht empfangen, werdiert und ufgeschrieven werden und, wan Got almechtig gnat und friet verliehent, durch m. g. h. und die lantschaft widerumb erstat und einem jedem bekentnuss mit underscheit gegeven werden, wie viel und wess von einem jedem empfangen. Welche aver einiche kleinoder oder zierat behalden und mit barem gelt die wert des gewichts erstatten wulten, denselvigen sollichs zu vergunnen; so hetten sie das overgulden und machloin zu staden. Und so auch an einichen ortern van den klenodien ichtwas verschickt oder hinweggestalt were, sal dasselbig widerumb gefordert und beigebracht werden; und so ichtwas davon verhalden und nit angezeigt noch herfurgebracht wurde, sollen dieselbige stain und verfallen sein in der höchster straf. Und das in andern m. g. h. landen auch gleichsfals die inforderung der kirchenkleinoder [oder] -Zieraten geschee. […]“

„[…] 4. Da in Jülich die Unterhaltung von Reitern und Knechten zur Verteidigung von Land und Leuten große Geldmittel erfordert, wird zur Rettung von Land und Leuten verordnet, dass die Vertreter der Kirchen, Klöster und Kollegien ihre Monstranzen, Kelche und Kleinodien aus Silber und Gold unter Androhung von Strafe herausgeben. Jeder Kirche soll ein Kelch belassen werden, und alles Übrige soll im Beisein der Kirchenoberen mit Gewicht und Wert aufgeschrieben werden, so dass, wenn der allmächtige Gott sich gnädig zeigt und Frieden einkehrt, das Fortgegebene erstattet werden kann. Diejenigen aber, die Kleinode und Schmuck behalten und deren Wert in Bargeld abtreten wollen, denen sei dies gewährt. Und wenn an einigen Orten etwas fortgeschafft oder versteckt worden ist, so ist auch das abzugeben und, wenn es nicht angezeigt oder herausgegeben wird, in den Besitz der Lande fallen. Und [auch] in den übrigen Landen soll die Einforderung der Kirchenkleinodien und des Zierrats geschehen. […]“

Aus den historischen Dokumenten ergibt sich, dass die Herstellung der Klippen keine Maßnahme eines einzelnen Kommandanten war, sondern durch den Herzog veranlasst und in einem größeren Rahmen organisiert war. Zudem durfte jede Kirche einen Kelch behalten, und die Herausgabe der Metalle war vom Empfänger unter Angabe des Gewichtes zu quittieren, um eine spätere Rückgabe zu ermöglichen. Es war möglich, eine Geldleistung anstelle der Herausgabe von Kirchensilber zu leisten, aber die Unterschlagung von Gegenständen war unter Strafandrohung verboten. Schließlich ist von Bedeutung, dass die Maßnahme sich nicht nur auf die Stadt Jülich beschränkte, sondern die ganzen herzoglichen Lande umfasste.
Die Jülicher Notklippen von 1543 sind heute, noch mehr als die Ausgaben von 1610 und 1622, größte Seltenheiten in der Numismatik. Dazu trägt die schon ursprünglich niedrige Auflage ebenso bei wie die Tatsache, dass die meisten Klippen als Silber eingeschmolzen und verbraucht worden sind.

## Belagerung von 1610

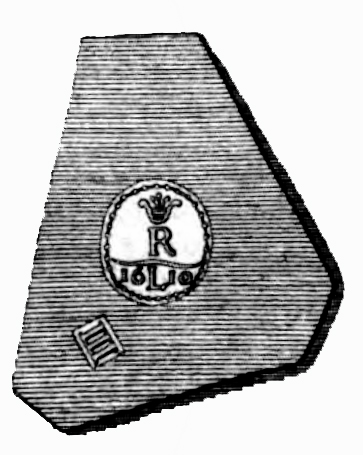
Jülicher Notklippe von 1610

Noch 1543 war Jülich schlecht befestigt, was dazu beitrug, dass die Stadt damals kampflos den kaiserlichen Truppen übergeben werden musste. In den folgenden Jahren, begünstigt durch das fast völlige Niederbrennen der Stadt 1547, wurde die Festung Jülich mit großem Aufwand neu erbaut. Mit dem Tod von Johann Wilhelm von Jülich-Kleve-Berg am 25. März 1609 war das Haus Kleve erloschen. Der Streit um die Erbfolge weitete sich rasch aus, und während des  Jülich-Klevischen Erbfolgestreits wurde die jetzt stark befestigte Stadt ab dem 1. August 1610 durch die Truppen verschiedener Nationen unter dem Kommando des Fürsten Moritz von Oranien belagert, bis sie sich am 1. September 1610 ergab.
Während der einmonatigen Belagerung ließ der Festungskommandant Johann von Reuschenberg zu Overbach im Namen des Erzherzogs Leopold V. Belagerungsmünzen im Wert von einem bis 20 Talern aus Silber prägen, das größte Stück hatte ein Gewicht von etwa 90 Gramm. Er nutzte hierfür das Tafelsilber, welche ihm der Erzherzog vor seiner Abreise überlassen hatte. Neben dem Silbermünzen wurde auch eine Goldmünze zu 40 Talern angefertigt. Es existiert eine Vielzahl verschiedener Formen, von denen die meisten die Herkunft des verwendeten Metalls aus zerteilten silbernen Gebrauchsgegenständen erkennen lassen, deren Teile lediglich flach geschlagen und mit Abschlägen der Münzstempel versehen worden waren. Der ovalen Stempelabdruck weist zwei Buchstaben auf: ein R (für den Kaiser Rudolf II.) mit einer darüber gesetzten Krone und ein L (für den Erzherzog Leopold V.). Dazu kam noch eine Zahl, um den Wert anzugeben.

## Belagerung von 1621 bis 1622

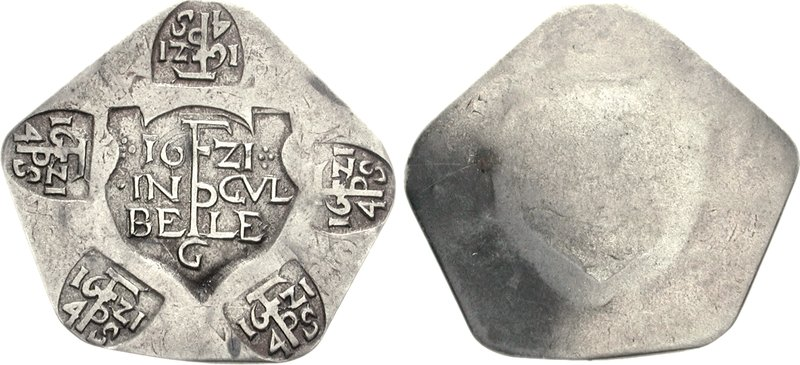
Fünfeckige Silberklippe zu 20 Stübern, Jülich 1621

Nach der Einnahme der Festung Jülich im Jahr 1610 wurde sie zunächst von Truppen des brandenburgischen Kurfürsten und des Pfalzgrafen von Neuburg gemeinsam besetzt. Als es 1614 zum Zerwürfnis zwischen den Fürsten kam, stellte der niederländische Kommandant Frederik Pithan die Festung unter niederländischen Schutz. Im Jahr 1621 endete ein zwölfjähriger Waffenstillstand, der im Rahmen des Achtzigjährigen Krieges zwischen den Niederlanden und Spanien geschlossen worden war. Spanische Truppen belagerten die Festung Jülich vom 5. September 1621 bis zur Aufgabe der Verteidiger am 3. Februar 1622. Der Festungskommandant Pithan gab in dieser Zeit silberne Besatzungsmünzen im Nennwert von 2 Stübern bis zu einem Taler aus, die Wertstufen bis 20 Stüber sind auch als Klippen ausgegeben worden.
Die abgebildete fünfeckige Silberklippe zu 20 Stübern offenbart ihren Nennwert nicht ohne weiteres. Im Zentrum der Münze befindet sich ein Wappen mit der Jahreszahl 1621 und den Buchstaben F und P, dem Monogramm des Festungskommandanten. In jeder Ecke der Münze ist ein weiterer Wappenschild als Wertstempel eingeschlagen, der neben dem Monogramm „FP“ und der Jahreszahl „1621“ die Wertziffer „4“ und die Währungsbezeichnung „S“(tüber) enthält. Die Münze hat fünf Wertstempel, daher hatte sie einen Nennwert von 20 Stübern. Die ebenfalls herausgegebenen Klippen zu 16 Stüber waren viereckig mit einem Stempelabdruck in jeder Ecke, oder in einer anderen Ausfertigung achteckig mit Wertstempeln zu 2 Stübern in jeder Ecke.
Die mehrfachen Abdrücke der Prägestempel hatten noch eine andere Funktion als die bloße Wertangabe. Im Vergleich zu den Kriegsmünzen von 1543 ist zu erkennen, dass die älteren durch das Abtrennen von Metall an den Rändern leicht zu manipulieren waren. Die Wertstempel in den Ecken oder an den Rändern der Münzen von 1621 dienten dem Schutz vor solchen Veränderungen, so ist die Münze zu 32 Stübern rund und trägt acht Wertstempel auf dem Rand.